# Sverre R:son Sohlman

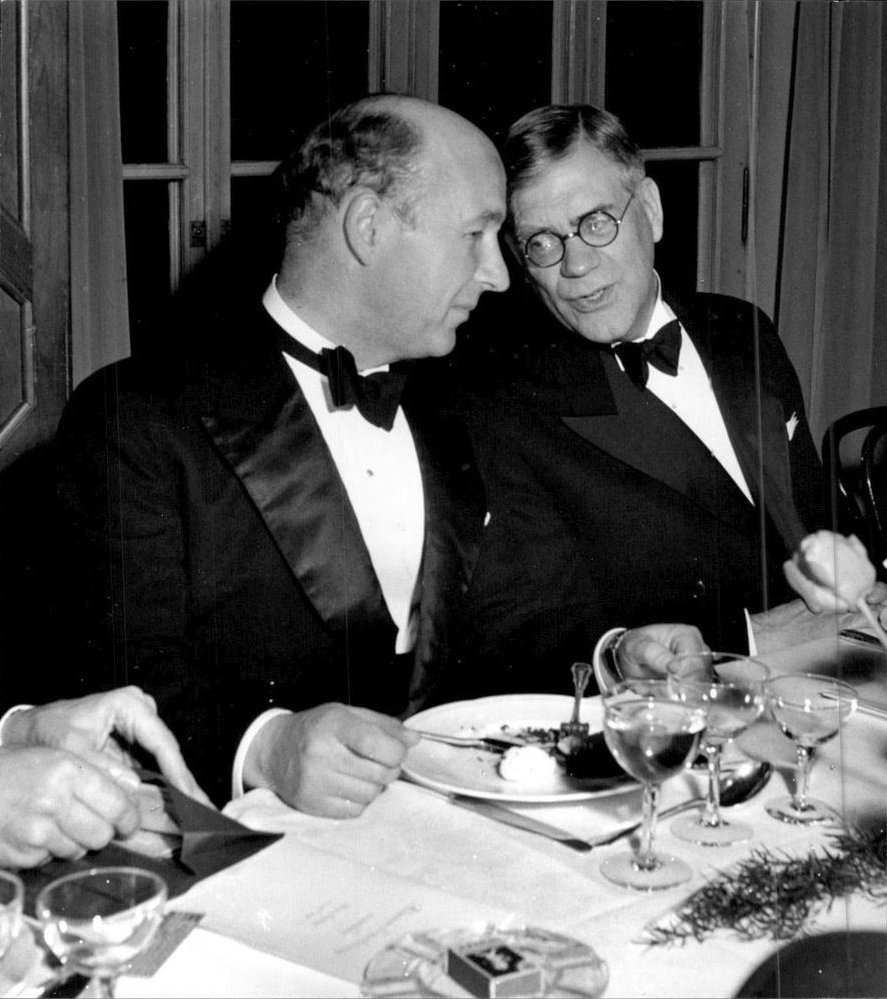
Sohlman (till vänster) i samspråk med Östen Undén på exportföreningens årsstämma 1948.

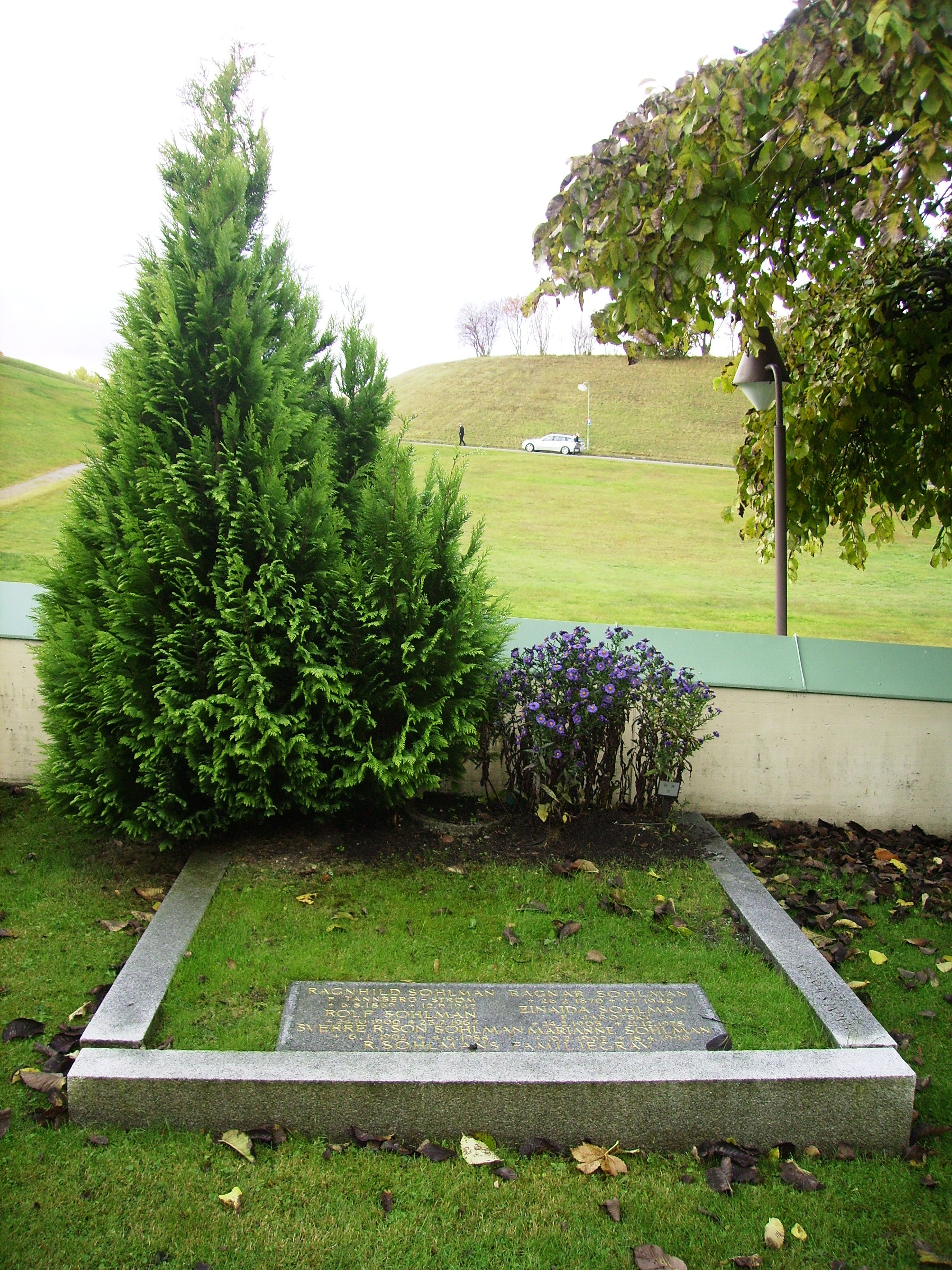
Sverre Sohlmans gravvård på Skogskyrkogården i Stockholm.

Sverre R:son Sohlman, född 6 januari 1902 i Karlskoga, död 4 juni 1988 i Saltsjöbaden, var en svensk företagsledare.
Sohlman var son till Ragnar Sohlman och Ragnhild Ström och yngre bror till Rolf R:son Sohlman. Vid sonens födelse hade Ragnar Sohlman just avslutat uppdraget som Alfred Nobels testamentsexekutor och var verksam som disponent för AB Bofors Nobelkrut i Karlskoga. Sohlman hade en kortare karriär som sjöofficer i Sveriges flotta innan han gick över till näringslivet. Han blev underlöjtnant i flottan 1922, löjtnant 1924, gick över till reserven 1927, där han blev kommendörkapten av 2:a graden 1951.
År 1927 blev han disponentassistent i AB Bofors Nobelkrut, det företag där hans far tidigare varit disponent. Han blev vice verkställande direktör vid företaget 1935. Han var därefter Bofors verkställande direktör 1956–1965. Från 1966 till 1974 var han styrelseordförande för AB Bofors.
Under sin tid som VD hade han Björkborns herrgård, som tidigare ägts av Alfred Nobel, som disponentbostad.
Sohlman blev hedersledamot av Örlogsmannasällskapet 1955 och ledamot av Krigsvetenskapsakademien 1959.
Han är begravd på Skogskyrkogården i Stockholm.